# Liste der Kulturdenkmäler in Helpershain
Die folgende Liste enthält die in der Denkmaltopographie ausgewiesenen Kulturdenkmäler auf dem Gebiet des Ortsteils Helpershain der  Stadt Ulrichstein, Vogelsbergkreis, Hessen.
Hinweis: Die Reihenfolge der Denkmäler in dieser Liste orientiert sich an der Anschrift, alternativ ist sie auch nach der Bezeichnung, der vom Landesamt für Denkmalpflege vergebenen Nummer oder der Bauzeit sortierbar.
Kulturdenkmäler werden fortlaufend im Denkmalverzeichnis des Landes Hessen durch das Landesamt für Denkmalpflege Hessen auf Basis des Hessischen Denkmalschutzgesetzes (HDSchG) geführt. Die Schutzwürdigkeit eines Kulturdenkmals hängt nicht von der Eintragung in das Denkmalverzeichnis des Landes Hessen oder der Veröffentlichung in der Denkmaltopographie ab.

Das Vorhandensein oder Fehlen eines Objekts in dieser Liste ist keine rechtsverbindliche Auskunft darüber, ob es Kulturdenkmal ist oder nicht: Diese Liste entspricht möglicherweise nicht dem aktuellen Stand der offiziellen Denkmaltopographie. Diese ist für Hessen in den entsprechenden Bänden der Denkmaltopographie Bundesrepublik Deutschland und im Internet unter DenkXweb – Kulturdenkmäler in Hessen einsehbar. Auch diese Quellen sind, obwohl sie durch das Landesamt für Denkmalpflege Hessen aktualisiert werden, nicht immer aktuell, da es im Denkmalbestand immer wieder Änderungen gibt.
Eine verbindliche Auskunft erteilt allein das Landesamt für Denkmalpflege Hessen.
Nutze diese Kartenansicht, um Koordinaten in der Liste zu setzen. In dieser Kartenansicht sind Kulturdenkmale ohne Koordinaten mit einem roten bzw. orangen Marker dargestellt und können in der Karte gesetzt werden. Kulturdenkmale ohne Bild sind mit einem blauen bzw. roten Marker gekennzeichnet, Kulturdenkmale mit Bild mit einem grünen bzw. orangen Marker.
| Bild                                    | Bezeichnung                               | Lage                                                         | Beschreibung | Bauzeit | Objekt-Nr. |
| --------------------------------------- | ----------------------------------------- | ------------------------------------------------------------ | ------------ | --- | ---------- |
| Engelröder Straße 9                     | Klassischer Einhof                        | Engelröder Straße 9 LageFlur: 1, Flurstück: 174/1            |              | 1826 | 122716 DDB |
| Backhaus am Herzberg · Ansicht          | Backhaus am Herzberg                      | Engelröder Straße 15 LageFlur: 1, Flurstück: 172/1           |              | | 122717 DDB |
| Bild gesucht BW                         | Friedhof: Grabmal                         | Im Espan (Vogelsbergstraße) LageFlur: 1, Flurstück: 318/2    |              | | 122955 DDB |
| Im Hof 3                                | Einhof                                    | Im Hof 3 LageFlur: 1, Flurstück: 64                          |              | | 124439 DDB |
| Im Hof 12                               | Einhof                                    | Im Hof 12 LageFlur: 1, Flurstück: 52/5                       |              | | 122952 DDB |
| Backhaus im Unterdorf                   | Backhaus im Unterdorf                     | Mühlweg 4 LageFlur: 1, Flurstück: 66                         |              | | 122953 DDB |
| Mühlweg 6                               | Fünfzoniger Streckhof                     | Mühlweg 6 LageFlur: 1, Flurstück: 67                         |              | Ab dem 18. Jahrhundert in mehreren Bauabschnitten erweitert. | 122954 DDB |
| Mühlweg 13                              | Einhof mit Stall                          | Mühlweg 13 LageFlur: 1, Flurstück: 69/7                      |              | | 124139 DDB |
| Evangelische Kirche · Gefallenendenkmal | Evangelische Kirche und Gefallenendenkmal | Vogelsbergstraße 19 LageFlur: 1, Flurstück: 253              |              | | 122956 DDB |
| Vogelsbergstraße 21                     | Fünfzoniger Einhof                        | Vogelsbergstraße 21 LageFlur: 1, Flurstück: 220/1            |              | | 122951 DDB |
| Bild gesucht BW                         | Einhof                                    | Vogelsbergstraße 29 LageFlur: 1, Flurstück: 212/1            |              | 1834 nach Inschrift: „Dieser Bau ist mit der Hülfe Gottes erbauet worden von mier Johannes Hohmann u. meine E. Frau Gerdraut der Zimmer Meister ist gewesen Samuel Hofman von Köddingen Gescheen Den 31. May 1834“. | 122950 DDB |
| Ehemalige Schule                        | Ehemalige Schule                          | Vogelsbergstraße 37 LageFlur: 1, Flurstück: 205              |              | | 122718 DDB |
| Vogelsbergstraße 43                     | Winkelhof                                 | Vogelsbergstraße 43 LageFlur: 1, Flurstück: 202/1            |              | | 122949 DDB |
| Backhaus im Oberdorf                    | Backhaus im Oberdorf                      | Vogelsbergstraße 46 LageFlur: 1, Flurstück: 185/1            |              | | 122948 DDB |
| Vogelsbergstraße 49/49A · Detail        | Fachwerkwohnhaus                          | Vogelsbergstraße 49/49A LageFlur: 1, Flurstück: 199/2, 199/3 |              | 1768 nach Stockschwelleninschrift | 124140 DDB |